# Dudeşti-Kultur
Die Dudeşti-Kultur ist eine archäologische Kultur des 6. Jahrtausends v. Chr. in Teilen Rumäniens. Ihre Angehörigen betrieben Landwirtschaft und Viehzucht und wohnten in einer Art Grubenhäusern, die auf flachen Plateaus angelegt waren. Aus der Dudeşti-Kultur gingen die Hamangia-Kultur und die Boian-Kultur hervor. Benannt ist sie nach dem Stadtteil Dudeşti in Bukarest.